# Amiga Chip RAM
A Chip RAM az Amiga "custom", azaz speciális rendeltetésű chipsetje számára elérhető RAM. A Chip RAM használatán a CPU és a "custom" chipek osztoznak, az elérés pedig közvetlenül történik (DMA). Olykor a megtévesztő "grafikus RAM" névvel is illetik.

## Közvetlen memóriahozzáférés
Az Amiga architektúrájában a DMA vezérlő az Agnus chipbe (AGA chipsetes modellekben az Alice chipbe) van integrálva. Mind a CPU, mint a chipset többi eleme esetében az Agnus dönt a megosztott RAM-hoz való hozzáférésről. Ez a custom chipek számára lehetővé teszi, hogy a CPU-tól függetlenül hajtsanak végre video, audio, vagy más DMA-műveleteket. A korai Amiga-rendszereken a CPU rendszerint csak minden második memóriaciklus alatt érhette el a memóriát. Az Agnus működtette azt a rendszert, hogy a "páratlan" órajelciklusok az idő-kritikus custom chipek számára voltak fenntartva, míg a "páros" ciklusok voltak a CPU-ra kiosztva, így átlagos DMA-használat mellett a CPU memóriaelérése jellemzően nem volt akadályozott és megszakításmentesen tudott működni. Mindazonáltal a chipset bizonyos DMA hozzáférési, mint például nagyobb színmélységű nagyfelbontású grafikus, Copper "koprocesszor", vagy blitter logikai áramköri műveletek pótlólagos ciklusokat használhatnak, melyek megakadályozhatják a CPU ciklus-hozzáférését. Ilyen esetekben a CPU-ciklusok hozzáférése csak a megosztott RAM tekintetében korlátozottak, de sohasem a CPU által kizárólagosan használt Fast RAM (ha van ilyen a gépben), illetve a ROM vonatkozásában.

## Memóriakapacitás modellenként
A rendszerbe telepített Chip RAM mérete fontos, mivel ez határozza meg, hogy mennyi grafikus, audio, illetve háttértár-adattal tudnak dolgozni a custom chipek a CPU nélkül. Az alábbi táblázat összegzi az Amiga egyes modelleinek alapvető memória-konfigurációit és bővíthetőségeit.
| Modell                             | Chip RAM [MB] (alap felszereltség) | Chip RAM [MB] (maximum) | Szélesség |
| ---------------------------------- | ---------------------------------- | ----------------------- | --------- |
| Amiga 1000                         | 256 KByte                          | 512 KB                  | 16-bit    |
| Amiga 500, Amiga 2000, CDTV        | 512 KB - 1 MB[a]                   | 512 KB - 1 MB[b]        | 16-bit    |
| Amiga 500 Plus, Amiga 600          | 1 MB                               | 2 MB                    | 16-bit    |
| Amiga 3000                         | 1 MB                               | 2 MB                    | 32-bit[c] |
| Amiga 1200, Amiga 4000, Amiga CD32 | 2 MB                               | 2 MB                    | 32-bit[d] |

A megosztott RAM adatbusza 16-bites mind az OCS, mind pedig az ECS chipsetes rendszerekben.[c] A későbbi AGA chipsetes rendszerek 32-bites adatbuszt használtak, melyet az Agnust leváltó Alice koprocesszor vezérelt. A memória órajele AGA-rendszereken a duplája a korábbiakhoz képest és a Chip RAM sávszélessége végeredményben négyszer gyorsabb lett a korábbi, 16-bites dizájnhoz képest. A 32-bites hozzáférés azonban csak a CPU-ra és grafikus DMA-ra korlátozódik és nem vonatkozik a többi eszközre. Az ECS-alapú A3000-nek is 32-bites Chip RAM-ja van, de ez csak a CPU irányú műveletekre vonatkozik, a chipset továbbra is 16-bites.
A Chip RAM maximális mérete az Agnus/Alice chip változattól függ. Az eredeti, 48-tűs DIP tokozással rendelkező 8361-es Agnus chip ("Thin" Agnus) az A1000-es gépben, illetve a korai A2000-es rendszerekben (német gyártású "A" modell) 512 KB RAM-ot képes címezni. Az Agnus rákövetkező változatai ("Fat" Agnus 8370/8371) már 84-érintkezős PLCC tokozással rendelkeznek, mely vagy foglalatba, vagy alaplapra szerelt. Az A1000-es modellt kivéve az Amigák 2 MB Chip RAM-ig bővíthetők az Agnus chip cseréje után. Az A500 és a korai A2000B egy újabb, 8732A típusszámú Agnus chip telepítésével és minimális hardvermódosítással alkalmassá tehető 1 MB Chip RAM kezelésére, a későbbi kiadású modellek már eleve ezzel a chippel rendelkeznek, így csak jumper-állítás szükséges. 8372B, illetve 8375 típusú Agnus chip is telepíthető, ilyenkor már 2 MB Chip RAM válik telepíthetővé.
Az Amiga 4000 alaplapján van egy nem használt jumper (J213), mely előre vetíti a későbbi chipeket és "8 MB of Chip RAM" feliratot visel, ugyanakkor állástól függetlenül csak 2 MB címezhető az Alice chip korlátai miatt. Az UAE szoftveres Amiga-emulátor ugyanakkor képes 8 MB Chip RAM-mot is emulálni.

## Fordítás
- Ez a szócikk részben vagy egészben  az   Amiga Chip RAM című angol Wikipédia-szócikk fordításán alapul.  Az eredeti cikk szerkesztőit annak laptörténete sorolja fel. Ez a jelzés csupán a megfogalmazás eredetét és a szerzői jogokat jelzi, nem szolgál a cikkben szereplő információk forrásmegjelöléseként.